# Alfred John North
Alfred John North (1855 - 1917) fue un ornitólogo australiano. Nació en Melbourne y se educó en la Escuela de Gramática de Melbourne. Fue nombrado para el Museo Australiano de Sídney en 1886 y se le dio un puesto permanente allí cinco años después.   
Escribió la Lista de las Aves Insectívoras de Nueva Gales del Sur (1897) y un Catálogo Descriptivo de los Nidos y Huevos de las Aves Encontradas en Australia y Tasmania (1889) con George Barnard como coautor. 
Describió muchas aves por primera vez, muchas en la revista Victoria Naturalist,  la revista del Field Naturalists Club of Victoria de la que fue miembro fundador. 

## Abreviatura (zoología)
La abreviatura North  se emplea para indicar a Alfred John North como autoridad en la descripción y taxonomía en zoología.